# Francesco Acquaviva

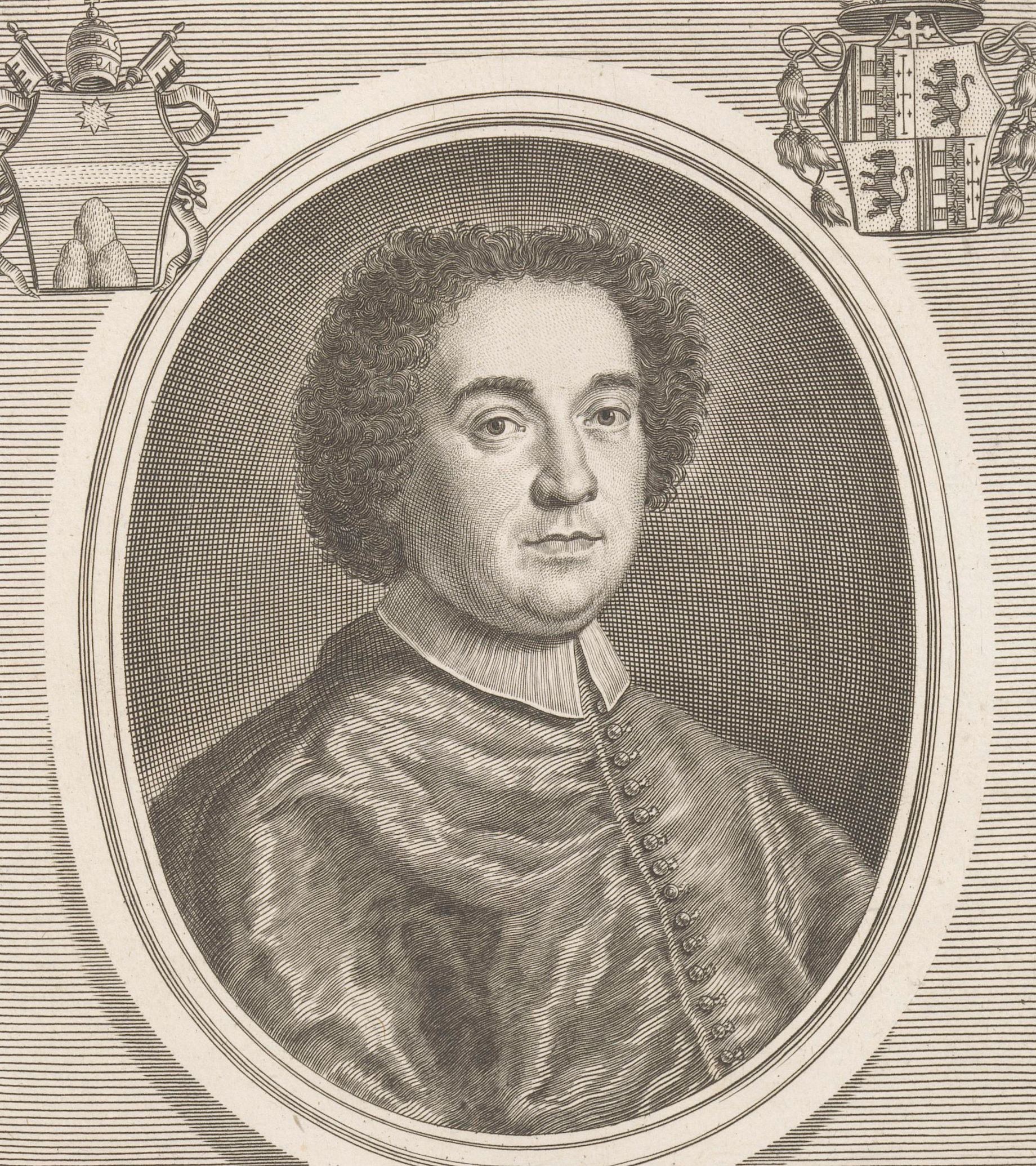
Francesco Kardinal Acquaviva d’Aragona

Francesco Acquaviva d’Aragona (* 4. Oktober 1665 in Neapel; † 9. Januar 1725 in Rom) war ein Kardinal der Römischen Kirche.

## Werdegang

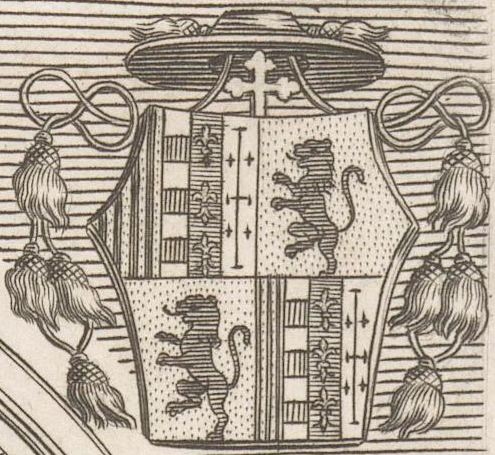
Kardinalswappen

Acquaviva stammte aus der Familie der Herzöge von Atri des Adelsgeschlechtes der Acquaviva. Unter den Päpsten Innozenz XI., Alexander III., Innozenz XII. und Clemens XI. übte er von 1697 bis 1706 zahlreiche Ämter aus, u. a. war er Titularerzbischof von Larissa in Thessalia und Nuntius in Spanien. Die Bischofsweihe spendete ihm am 22. Dezember 1697 Kardinalvikar Gaspare Carpegna; Mitkonsekratoren waren Gregorio Gaetani d’ Aragona, Titularpatriarch von Alexandria, und Antonio Spinelli, Bischof von Melfi e Rapolla. Papst Clemens XI. erhob Acquaviva 1706 zum Kardinal und verlieh ihm die Titelkirche San Bartolomeo all’Isola (1707–1709), später Santa Cecilia in Trastevere (1709–1724). Papst Benedikt XIII. nahm ihn 1724 in die Kardinalsklasse der Kardinalbischöfe auf und verlieh ihm das Bistum Sabina.
Kardinal Acquaviva war Teilnehmer zweier Papstwahlen, nämlich des Konklave 1721 und des Konklave 1724.
Er starb in Rom und wurde in seiner Titelkirche Santa Cecilia in Trastevere beigesetzt.